# Bilal Philips
Abu Ammenah Bilal Philips (ur. jako Dennis Bradley Philips w 1946 r. w Kingston) – kanadyjski imam pochodzący z Jamajki, założyciel islamskich instytucji w Zjednoczonych Emiratach Arabskich i w Katarze.

## Życiorys
Dennis Bradley Philips urodził się w 1946 r. w Kingston, dzieciństwo i młodość spędził w Toronto. Chociaż był wychowany w chrześcijaństwie, w roku 1972 przeszedł na islam. Po kilku latach wyjechał do Arabii Saudyjskiej, gdzie w 1979 r. uzyskał dyplom z języka arabskiego i licencjat na Islamskim Uniwersytecie w Medynie. Następnie kontynuował studia w Rijadzie, które ukończył w 1985 roku uzyskując tytuł magistra teologii islamskiej. Następnie w tym kierunku kształcił się na Uniwersytecie Walijskim w Cardiff, gdzie studia ukończył w 1994.
Podczas pobytu w Arabii Saudyjskiej przez dziesięć lat uczył w szkole średniej. Przeniósł się do Zjednoczonych Emiratów Arabskich, gdzie przez kolejne dziesięć lat wykładał na Amerykańskim Uniwersytecie w Dubaju, gdzie założył też Islamskie Centrum Informacji w tymże mieście.

## Kontrowersje
Amerykanie uważali, że Philips próbował zbombardować WTC w 1993 roku, jednak nigdy nie został o to oskarżony.
W roku 2011 został wydalony z Niemiec, ponieważ otwarcie popierał zabijanie homoseksualistów.
Philipsowi zarzuca się propagowanie ekstremizmu oraz powiązania z terroryzmem, do czego on się nie przyznaje. Uważa, że muzułmanie żyjący w Zachodniej Europie powinni unikać dżihadu oraz nie uznaje Państwa Islamskiego.
Z powodu ekstremizmu i powiązań z terroryzmem został uznany za persona non grata w Australii, Bangladeszu, Danii, Filipinach, Kenii, Niemczech, Stanach Zjednoczonych i Wielkiej Brytanii.

## Życie prywatne
Początkowo był żonaty z Filipinką, następnie jego żoną została Australijka pochodzenia irlandzkiego.